# Абу Захра, Мухаммад
Шейх Муха́ммад Абу Захра (араб. محمد أبو زهرة‎) (1898—1974) — консервативный египетский публицист, исследователь исламского права и автор нескольких книг по данной тематике.
Абу Захра получил образование в медресе Ахмади, медресе аль-Када аль-Шари и Дар аль-Улум. Он преподавал теологию в университете аль-Азхар, а позднее стал профессором исламского права в университете Каира. Он также занимал должность члена Академии Исламских Исследований аль-Азхар.

## Сочинения
- Тари́х аль-маза́хиб аль-ислямиййа (араб. تاريخ المذاهب الإسلامية‎). Каир: «Дар аль-фикр аль-арабий», без года.